# السهل (المحويت)

تعديل مصدري - تعديل

السهل هي إحدى قرى عزلة الأحجول بمديرية المحويت التابعة لمحافظة المحويت، بلغ تعداد سكانها 255 نسمة حسب تعداد اليمن لعام 2004.